# Грубшюц

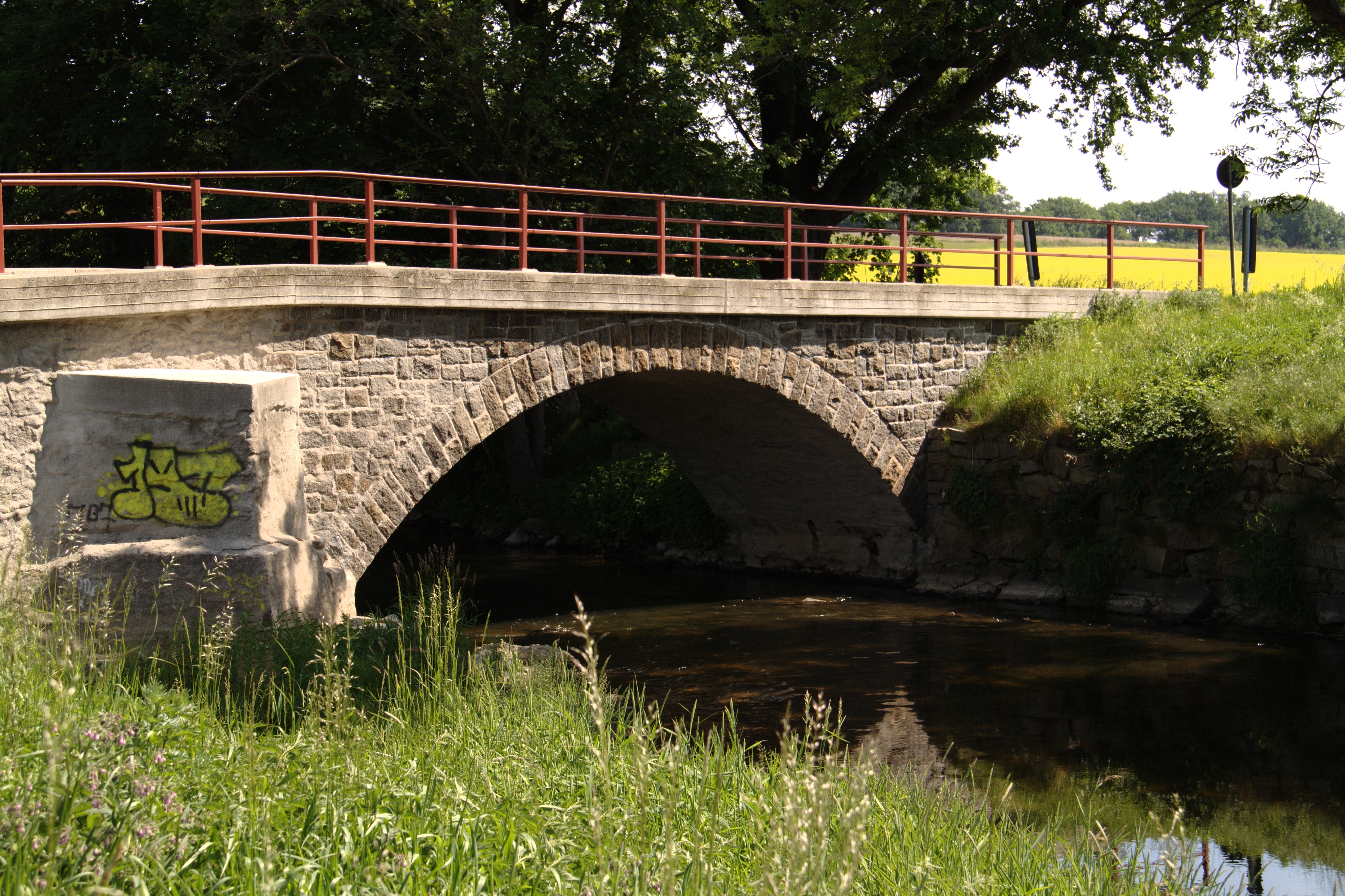
Мост в Грубельчицах

Гру́бшюц или Гру́бельчицы (нем. Grubschütz; в.-луж. Hrubjelčicyо файле) — деревня в Верхней Лужице, Германия. Входит в состав коммуны Добершау-Гаусиг района Баутцен в земле Саксония. Подчиняется административному округу Дрезден.

## География
Находится в четырёх километрах на юго-запад от Баутцена. Южную и восточную часть деревни омывает река Шпрее. Граничит с деревнями Счиецы (Sćijecy, Stiebitz) на севере, Добруша (Dobruša, Doberschau) на юге и Чехорецы (Ćěchorjecy, Techritz) на юго-западе.

## История
Впервые упоминается в 1419 году под наименованием Гропшиц (Gropschitz).
С 1950 по 1994 года деревня входила в состав коммуны Добершау. С 1994 по 1999 года — в состав коммуны Гнашвиц-Добершау. С 1999 года входит в состав коммуны Добершау-Гаусиг.
В настоящее время деревня входит в состав культурно-территориальной автономии «Лужицкая поселенческая область», на территории которой действуют законодательные акты земель Саксонии и Бранденбурга, содействующие сохранению лужицких языков и культуры лужичан.

## Население
Согласно статистическому сочинению «Dodawki k statisticy a etnografiji łužickich Serbow» Арношта Муки в 1884 году проживало 150 человек (из них — 124 серболужичанина (83 %) и 26 немцев).
Официальным языком в населённом пункте, помимо немецкого, является также верхнелужицкий язык.
| 1777 | 1834 | 1871 | 1884 | 1890 | 1910 | 1925 | 1939 | 1946 | 2011 |
| ---- | ---- | ---- | ---- | ---- | ---- | ---- | ---- | ---- | ---- |
| 22   | 129  | 148  | 150  | 177  | 240  | 281  | 360  | 407  | 261  |

## Достопримечательности
- Мост через реку Шпрее. Памятник культуры земли Саксония (№ 09252947)[7].